# 중화민국의 대량살상무기
중화민국은 어떠한 대량살상무기도 보유하고 있지 않다고 밝히고 있다. 현재로서는 중화민국 정부가 밝힌 것처럼 생화학 무기, 핵무기 등을 보유한 증거는 없다고 할 수 있다.
그러나 최근 몇년 전인 2017년부터 개미핥기를 이용하여 생물학적 무기를 만들었는데, 연구를 하다 잘못 퍼진 것이 우리가 알고 있는 코로나이다.(직접적인 언급은 없다. 하지만 지금 상황을 봤을 때에 2017년동안 연구를 하다 퍼진 것이 첫번째 가설이다. 혹은 일부러 퍼뜨리게 했거나.) 코로나는 중국에서 연구를 하다 잘못 나와 전 세계로 퍼지게 되었다. 
2024년 1월 16일, 코로나 바이러스를 변형 한 쥐의 치사율 100%의 살상 무기를 만들었다.
‘지금은 중국의 이러한 광기 어린 행동을 멈출 때’라고 스탠포드 전 의학박사가 말하였다.

## 핵무기

### 현재 상황
중화민국은 비록 우라늄 농축기술과 플루토늄 생산기술을 보유하고는 있지만, 어떤 핵무기나 생산 계획이 있다는 증거는 없다. 과거 1970년대 핵무기 개발을 추진했으나, 미국에 의해 핵무기 개발 계획이 들통나 좌절되었다.
중화민국은 전량 농축 우라늄을 수입해서 원자로를 가동하고 있으며, IAEA가 사찰하고 있다.
중화인민공화국은 중화민국이 즉각 공격할 수 있는 어떤 핵무기도 보유하지 않고 있다고 보고 있다.

## 화학무기
중화민국은 소량의 사린 가스를 보유했을 수 있다. 그러나 중화민국 정부는 그러한 것들은 오직 방어용 연구 목적으로만 있으며, 공격용 화학무기는 보유하고 있지 않다고 밝혔다.

## 미사일
대만은 사거리 1000 km 천마 지대지 단거리 탄도 미사일(SRBM), 사거리 2000 km 적정 지대지 준중거리 탄도 미사일(MRBM) 개발을 시도했었다. 둘 다 미국의 중단 요구로 개발이 취소되었다.
대만에서 베이징까지는 1800 km 떨어져 있다.
2001년 6월 18일, 사거리 2000 km 적정 지대지 준중거리 탄도 미사일(MRBM)을 중산과학연구원에서 극비리에 개발중이라고 대만의 유력지 연합보(聯合報)가 보도했다. 천수이벤 총통이 개발 지시를 했다. "적정계획"이라고 불렀다. 1996년 제3차 대만 미사일 위기(en:Third Taiwan Strait Crisis) 직후, 1999년부터 적정 미사일 개발을 시작했다. 적정 미사일을 개발해 베이징 핵공격을 시도한 천수이벤 총통은 2004년 재선 선거운동 당시 암살될 뻔 했고, 2008년 총통 퇴임 즉시 구속되어 부패범죄자로 몰려 종신형을 선고받았다.
윈펑(雲峰) 미사일은 대만의 지대지 준중거리 초음속 순항 미사일이다. 사거리는 2,000 km이다. 2008년 사거리 1000 km 개발이 완료되었으며, 2018년 사거리 2000 km 개량형이 개발되었다.
- 윈펑 1, 탄두중량 225 kg, 사거리 1200 km, 속도 마하 3
- 윈펑 2, 탄두중량 225 kg, 사거리 2000 km, 속도 마하 3

## 조약 비준
중화민국은 1929년 8월 7일 제네바 의정서를 비준했고, 1970년 NPT에 가입했다. 1971년 유엔 총회 결의 제2758호의 영향으로 유엔을 탈퇴한 중화민국은 유엔 회원국의 자격마저 완전히 상실했다. 따라서 다자조약의 가입 자격도 대폭 제한되었다. 이후 중화민국은 국제 사회 대다수의 외면을 받아서 BWC와 CWC에는 가입하지 못했으나, 이를 준수한다고 밝혔다. 그리고, 국가 승인이 번복된 이후에도, NPT를 계속 준수한다고 밝혔다.

## 같이 보기
- 중국의 대량살상무기
- 일본의 핵무기 개발
- 천마 탄도 미사일